# Gregorius VIII
Gregorius VIII, född Alberto de Morra cirka 1100 i Benevento, död 17 december 1187 i Pisa, var påve från 21 oktober till sin död två månader senare, 17 december 1187.

## Biografi
Alberto de Morra tillhörde Beneventos adliga släkter, och hade fått god utbildning. I unga år blev han munk, enligt vissa källor i Cisterciensorden, enligt andra Benediktinorden vid Monte Cassino. Hadrianus IV utnämnde honom till kardinaldiakon 1155, och till kardinalpräst av San Lorenzo in Lucina 1158. Alexander III utsåg honom till sin kansler 1172. Sistnämnde påve sände kardinal Alberto som sin legat till England för att undersöka Thomas a Beckets död, och till Portugal för att kröna Alfonso II av Portugal. 
Gregorius pontifikat dominerades av hans strävan att genom korståg han förberedde, återställa Jesu grav och Heliga gravens kyrka i Jerusalem. I detta syfte utfärdade han en skrivelse till alla kristna, att de skulle fasta och be. Korståget blev senare av, se tredje korståget. Han genomdrev en fred mellan hamnarna i Genua och Pisa, och återbyggde den senare staden, där han avled. Han är begraven i Pisas katedral.